# Bandiera della Sicilia
La bandiera della Sicilia è la bandiera ufficiale della Regione Siciliana, regione a statuto speciale. 
La bandiera, le cui origini risalgono al regno di Sicilia nel XIII secolo, è stata adottata ufficialmente, su proposta dell'allora presidente dell'Assemblea regionale siciliana Nicolò Cristaldi, con la legge regionale 4 gennaio 2000 n. 1, e viene esposta in tutti gli edifici pubblici siciliani.

## Storia
La bandiera siciliana ha avuto sempre come simboli distintivi la triscele e il gorgoneion.

### Origini della triscele
La triscele, comunemente chiamata anche trinacria, è lo storico simbolo della Sicilia. Si tratta della raffigurazione di un essere con tre gambe (dal greco τρισκελής appunto). È un simbolo di origine Neolitica, e ha una storia articolata e complessa; essa è similare a simboli di altre civiltà antiche come i Celti, e di diverse aree geografiche del pianeta, dal centro America, alla Mesopotamia e all'India.
Dopo il ritrovamento di una triscele nella zona di Agrigento, a Palma di Montechiaro, sarebbe da accreditare in particolare l'ipotesi dell'origine minoica delle prime civiltà sull'isola, a conferma di quanto racconta Omero, e cioè che Minosse, partito da Cnosso all'inseguimento di Dedalo, sbarcò in Sicilia. Questa Triscele di terracotta è conservata presso il Museo Archeologico di Agrigento.

### Il gorgoneion
L'altro simbolo della bandiera intersecato con la triscele è il gorgoneion, ovvero la testa della Gòrgone (comunemente chiamata Medusa), i cui capelli erano serpenti.
I serpenti di Medusa divennero poi delle spighe di grano. Ciò è legato alla fase dei Romani nell'isola. Il grano è simbolo di fertilità perché la Sicilia fu la prima provincia e "granaio" di Roma.

### La prima bandiera e usi successivi
La bandiera venne utilizzata per la prima volta nel 1282 nella Rivoluzione del Vespro dai siciliani, volendo simboleggiare l'unità della Sicilia nello scacciare gli Angioini.
I colori, posizionati in ordine inverso rispetto alla odierna bandiera della Regione Siciliana, simboleggiano la fedeltà al partito aragonese, ben visibili nello stemma di Pietro III d'Aragona, essenzialmente composto dai pali d'Aragona, poi ripresi nella bandiera del Regno di Sicilia.
Quest’ultima fu introdotta nel 1296, con l'ascesa di Federico III sul trono di Sicilia, e con alterne vicende rimase in uso fino al 1816. Il vessillo si presenta con una inquartatura in decusse, ovvero in croce di Sant'Andrea: al 1° e al 4° quarto sono poste i pali d'Aragona, mentre, al 2° e al 3° quarto, campeggiano, affrontate o rivolte verso il pennone, le aquile di Svevia-Sicilia.
Nella rivoluzione del 1848, precisamente il 27 maggio, la Trinacria, posta al centro del tricolore italiano, fu adottata quale simbolo dell'isola dal Parlamento siciliano:
La triscele fu usata anche sull'elmetto della Guardia nazionale siciliana tra il 1848 ed il 1849.
Lo stesso simbolo fu poi brevemente riutilizzato dai comitati rivoluzionari, ed in seguito dalle amministrazioni dell'isola nel 1860 sotto l'amministrazione di Garibaldi, durante la spedizione dei Mille, ma venne sostituita un mese dopo dalla bandiera del Regno d'Italia con Decreto Dittatoriale n. 43 del 17 giugno 1860.
Nel 1944 il Movimento per l'Indipendenza della Sicilia adottò una bandiera tagliata di rosso e di giallo, come simbolo del separatismo siciliano.
L'Assemblea regionale siciliana nel 1990 approvò l'adozione di stemma e gonfalone, e nel 2000 dell'attuale bandiera.

Il gonfalone

## Descrizione
La bandiera è costituita, secondo la legge, da "un drappo di forma rettangolare che al centro riproduce lo stemma della Regione siciliana, con dimensioni pari a tre quinti dell'altezza della bandiera, formato da uno scudo alla francese raffigurante al centro la triscele color carnato, con il gorgoneion e le spighe. Il drappo ha gli stessi colori dello stemma: rosso aranciato e giallo".

## Gonfalone e stemma
Lo stemma ed il gonfalone della Regione sono stati adottati con la legge regionale 28 luglio 1990 n. 12 approvata dall'Assemblea regionale siciliana, su proposta del parlamentare regionale e storico Giuseppe Tricoli.
Nel gonfalone sono presenti lo stemma normanno, quello svevo, la triscele e quello aragonese.
Lo stemma è costituito da uno scudo alla francese raffigurante al centro la triscele color carnato, con il gorgoneion e le spighe, in campo trinciato color rosso aranciato e giallo.

## Galleria d'immagini

Bandiera dell'Emirato di Sicilia sotto la dinastia fatimide[senza fonte]
Stendardo del Regno di Sicilia (1258-1266)
Bandiera del Vespro (1282)
Bandiera del Regno di Sicilia (1296-1816)
Bandiera del Regno delle due Sicilie (1816-1848 e 1849-1860)
Bandiera del Regno di Sicilia (1848-1849)[senza fonte]
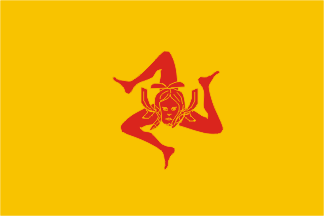
Bandiera usata dagli insorti siciliani (1860)[senza fonte]
Bandiera del Movimento per l'Indipendenza della Sicilia (1943-1951)[N 1]
Bandiera della Regione Siciliana (1995-2000)[N 2]
Bandiera della Regione Siciliana (2000-oggi)

### Annotazioni
1. ↑  Stendardo di un movimento politico con aspirazioni indipendentiste, che non ha mai esercito una sovranità territoriale sull'isola.
2. ↑  Bandiera provvisoria realizzata dalla Regione Siciliana nel 1995 dopo la richiesta del Presidente Oscar Luigi Scalfaro di esporre le bandiere di tutte le regioni italiana in una sala del Quirinale. Sebbene utilizzata in un ruolo istituzionale, questa bandiera non fu mai formalmente approvata dalla Giunta Regionale Siciliana; cfr.  Bandiere delle regioni italiane, su digilander.libero.it. URL consultato il 21 settembre 2021.

### Fonti
1. ↑  La Gazzetta Ufficiale della Regione Siciliana
2. ↑  R. Graves, I miti greci, 1955, trad. di E. Morpurgo, Milano 1983, 92 h-j, pp. 284-285. Ma il mito è avvalorato dai ritrovamenti archeologici che fanno sospettare che la cultura autoctona Siciliana dei Sicani avesse profonde radici Minoiche; vedi ad esempio: L. Bernabò Brea, La cultura di Castelluccio in Sicilia, in Eolie, Sicilia e Malta nell'età del bronzo, in «Kokalos» XXII-XXIII, 1976-1977, tomo I, pp. 40-67 ovvero V. La Rosa, a cura di, Le presenze micenee nel territorio siracusano, Padova 2004 ovvero S. Tusa, La Sicilia nella preistoria, Palermo 1999, pp. 348 et passim.
3. ↑  https://www.treccani.it/enciclopedia/le-province-europee-dell-impero-romano-le-grandi-isole-al-centro-del-mediterraneo-sicilia-sardegna-corsica_(Il-Mondo-dell'Archeologia)/
4. ↑   Francesco Paternò Castello, Il movimento per l'indipendenza della Sicilia: memorie, S. F. Flaccovio, 1977. URL consultato il 30 giugno 2024.
5. ↑  (ES) Faustino Menéndez-Pidal y de Montes, El escudo de España, Madrid, Faustino Menéndez Pidal Ed., 2004,  p. 149, ISBN 84-88833-02-4.
6. ↑   Giacomo C. Bascapè, Marcello Del Piazzo, Luigi Borgia, Insegne e simboli: araldica pubblica e privata medievale e moderna, Roma, Pubblicazioni degli Archivi di Stato: Ministero per i beni culturali e ambientali Ufficio centrale per i beni archivistici, 1983,  p. 1032.
7. ↑  (EN) Byron McCandless, Gilbert Hovey Grosvenor, Our flag number: with 1197 flags in full colors and 300 additional illustrations in black and white, in National Geographic Magazine, Volume 32, Edizione 4, 1917,  p. 391.
8. ↑   Nino Aquila, 1860-'62 : Garibaldi ed i “Mille„ in Sicilia. Documenti storici e riflessi storico-postali dell'evento, in Notiziario della associazione sanitari italiani filatelisti A.S.I.F., anno XI, n. 9, settembre 1970,  pp. 40-46.